# Kirkino
Kirkino (ros. Киркино) – wieś w Rosji, w rejonie kiczmiengsko-gorodieckim obwodu wołogodzkiego. W 2010 r. liczyła 37 mieszkańców.